# Чантарат
Чантарат (лаос. ເຈົ້າຈັນທະຣາດ; 1799 — 23 серпня 1870) — десятий володар королівства Луанґпхабанґ.
Був другим сином короля Мантатурата. Зайняв трон 1850 року після смерті старшого брата, короля Сукхасома.
За його правління держава стикалась із серйозними внутрішніми та зовнішніми загрозами. Зокрема 1864 року Луанґпхабанґ зазнав вторгнення повстанців хо. Король зумів вигнати з князівства Пхуан в'єтнамців та хо.
Його правління завершилось восени 1868 року. Наступним королем став молодший брат Чантарата Ун Кхам.
Помер у серпні 1870 року.